# Antoni Gucewicz
Antoni Gucewicz (ur. 9 maja 1830, zm. 25 czerwca 1918 w Warszawie) – polski duchowny rzymskokatolicki.
Kształcił się u ojców misjonarzy przy kościele św. Krzyża w Warszawie. Otrzymał święcenia kapłańskie, był wikariuszem parafii w Lewiczynie, został proboszczem w Rokitnie, Brwinowie (dekanat grodziski). Za czynny udział w organizacji powstania styczniowego oraz przechowywanie broni (według innego źródła po ustaleniu przez władze carskie, że w 1861 inicjował „rewolucyjne” hymny, na mocy decyzji z 2 lipca 1862) z probostwa w Rokitnie został zesłany w głąb Imperium Rosyjskiego, gdzie przebywał w Czerdyni, a następnie w Krasnoufimsku (gubernia permska). Na początku lat. 80. w Krasnoufimsku był jednym z trzech kapłanów na wygnaniu. Podczas pobytu na zesłaniu żył w ubóstwie, wykonywał różne zajęcia celem przetrwania. Po 20 latach powrócił na ziemie polskie na przełomie 1884/1885 i osiadł w Warszawie. Decyzją Iosifa Hurki został odsunięty od wszelkich stanowisk. Początkowo pomagał duchowieństwu na Lesznie, zaś po wielu staraniach otrzymał zezwolenie na pełnienie funkcji starszego kapelana na Bródnie, a później w Szpitalu Wolskim.
W 1910 obchodził jubileusz 50-lecia kapłaństwa. W 1917 został odznaczony przez papieża Benedykta XV krzyżem Pro Ecclesia et Pontifice. W połowie czerwca 1918 otrzymał tytuł kanonika honorowego kapituły warszawskiej.
Zmarł 25 czerwca 1918 w Warszawie. Został pochowany na cmentarzu Powązkowskim w Warszawie 27 czerwca 1918.